# 天星小輪加價暴動
天星小輪加價暴動，或稱天星小輪加價事件，官方稱1966年九龍騷動，史稱六六暴動、六六騷亂，是1966年發生於英屬香港的一次騷亂，事件由天星小輪頭等加價港幣5仙引起，先後有市民在中環及尖沙咀天星碼頭外集會抗議加價，在九龍的遊行抗議活動，在九龍部分地區引發連續兩晚騷亂。港英政府出動警察訓練分遣隊平亂，香港空軍輔助隊亦出動直升機協助。

## 起因

### 經濟背景
在1960年代，香港仍然未發展完善，許多低收入工人每天僅能賺取數元收入。  當時，香港亦面臨金融不穩，多次大型擠兌事件導致經濟危機。1961年，創興銀行發生擠兌，持續數日，直至滙豐銀行和渣打銀行介入才得以緩解。 1965年初，一場更嚴重的金融危機爆發，從明德銀號開始，隨後蔓延至廣東信託銀行、恒生銀行及多家華資銀行。總督戴麟趾實施每日提款限額100元的政策，滙豐銀行亦收購恒生銀行的控股權以恢復市場信心。1965年2月，明德銀號倒閉，廣東信託銀行未能重新開業，並在同年5月正式倒閉。 許多香港市民因此失去積蓄，這場危機引發了公眾對政府和企業的不信任。

### 天星小輪加價
1965年10月，來往中環及尖沙咀的天星小輪向政府申請加價，將頭等收費由2毫子增加至2毫5仙，二等收費則維持1毫不變。由於未有海底隧道，渡輪是橫渡維多利亞港的最主要公共交通工具，社會輿論對小輪加價反應強烈、紛紛反對，認為將帶頭引起加價潮。當時的市政局民選議員葉錫恩在11月收集超過2萬個市民簽名，反對天星小輪加價。1966年3月，諮詢公共交通收費的交通諮詢委員會開會，除葉錫恩外，其他委員一致贊成批准天星小輪加價。1966年4月1日，政府如期增加所得稅及薪俸稅、汽車牌照費、郵費、廉租屋屋租、停車場收費等等，進一步導致民怨升溫。

## 經過

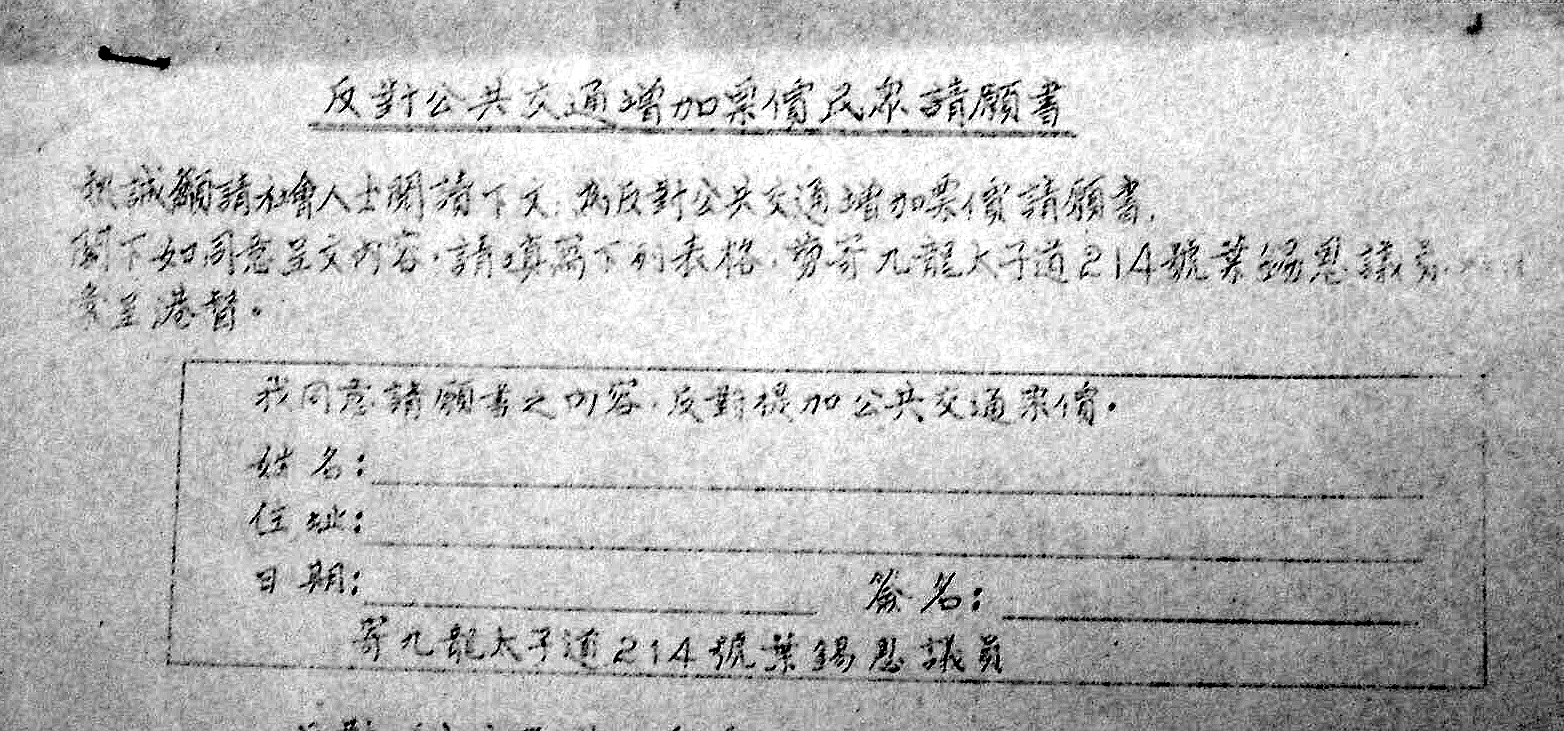
叶锡恩起草的反对加价的请愿书

1966年4月4日上午11時，25歲的青年蘇守忠（後來出家，法號曜樂法師）身穿黑色皮外套，背部用白油寫上「For Elsie」（支持葉錫恩）、再手持紙張寫著「絕飲食，反加價潮」、「Join hunger strike to block fare increase」坐在中環愛丁堡廣場碼頭的欄位，進行絕食抗議，引來途人圍觀；盧麒等11名青年翌日亦加入聲援。4月5日下午，2名警察以阻街為由拘捕蘇守忠。盧麒等前往港督府要求釋放蘇守忠，當晚10多名青年在尖沙咀天星碼頭示威，沿廣東道遊行至佐敦道碼頭，吸引群眾跟隨，沿彌敦道由尖沙咀遊行至石硤尾，支持蘇守忠及反對加價。
4月6日凌晨警方拘捕了4名示威者，同日蘇守忠在西區裁判處受審，香港及九龍出現零星示威。入夜後開始有人在彌敦道向巴士擲石及放火。晚上8時，約300人向油麻地警署擲石及玻璃瓶。警察訓練分遣隊加以驅散；但人群在彌敦道再度聚集，電影院散場後人數更倍增。暴徒周圍放火，並且搶劫商店，攻擊消防局及公共設施；警察更成為襲擊焦點。警察訓練分遣隊以催淚彈、木彈及實彈鎮壓，當晚發射催淚彈772枚、木彈62枚、實彈62發。香港總督戴麟趾在凌晨1時08分宣佈，九龍區於凌晨1時30分至上午6時實施宵禁。
4月7日晚上10時左右，旺角彌敦道再有人聚集，繼續放火燒車和搶掠商店；數百人更企圖對油麻地警署及旺角警署縱火。政府宣佈在翌日0時30分在九龍實施宵禁。香港空軍輔助隊派出直升機在九龍上空盤旋，協助維持治安。當晚的騷亂有1名青年死亡，4人受傷，約有400人被拘捕，當中有200多人在騷亂現場被捕。4月8日，政府宣布九龍部分地區提早至當晚7時起宵禁，警方預先在各主要街道佈防，英軍派出裝甲車巡邏。當日有大批探員在九龍多處搜捕懷疑滋事份子，4月5日起的騷亂在8日晚上平息。4月9日，有超過300名被捕人士在法庭受審，很多都是15至25歲之青年人，大部份人被判刑，不过其后大都获得特赦提早释放。九龍的宵禁於4月10日解除。

## 影響
騷動共造成1人死亡，26人受傷；共有1465人被拘捕，其中的905人被控破壞宵禁及其他罪名。九龍區商戶在騷亂中直接損失最少港幣2000萬。天星小輪最後在4月26日獲政府批准加價，並於5月2日調整收費。
港府在1966年5月4日宣布成立獨立調查委員會，港督戴麟趾爵士委任首席按察司何瑾爵士、香港童軍總監羅徵勤、香港大學前校長賴廉士爵士、律師黃秉乾組成「九龍騷動調查委員會」，調查騷動成因。委員會在12月發表調查報告，認為部分示威者參與騷亂的動機，是因為經濟上遭受挫折，社會貧富懸殊而引起。報告指政府職權過於集中，導致殖民地政府與市民之間出現隔閡，更表明如政府需要關注產生不滿情緒的原因，並且認為如不處理這些負面因素，將來可能再有騷動，建議政府設法開闢與民眾的傳達管道，並增進公務員與市民之間的接觸。然而港府未来得及付諸實行，1967年因香港左派受到文化大革命影響，香港發生有史以來最嚴重的六七暴動，港府在平息這場演變為炸彈浪潮的六七暴動後，採取多項政策防止嚴重騷亂重演。
曾參加絕食抗議的青年盧麒在事後被警察兩次拘捕，1967年3月被發現在牛頭角廉租屋住所內上吊死亡。
以絕食及遊行反對天星小輪加價，是1960年代至70年代香港連串社會運動的開端。與六七暴動有所不同，天星小輪加價暴動乃本土發生，並無外在勢力推動。隨之出現的運動還有「反貪污捉葛柏運動」、「爭取中文成為法定語文運動」等等；反映隨著香港經濟的開始起飛，以及戰後年青一代的成長，香港人自我意識逐漸抬頭。

## 与中国共产党关联
时任中华人民共和国国务院外事办公室港澳组副组长吴荻舟认为：「事件是『港英搞鬼，弄假』。英国搞假民主的『骗术』：『华革会』…叶锡恩为了搞假民主，争取群众，收买了几十个人，表面上出来反对加价，谁知后面跟上了14K，黑社会势力，乘机捣乱，发生了九龙骚乱事件。」而根据其持有的资料，中共还通过《大公报》及《文汇报》，强烈谴责有人破坏秩序；而由于中共高层的态度，中共所支持的香港左派势力并没有参与本次暴动，并要求港府平乱，恢复秩序。此外，雖然天星小輪加價引起的騷亂和翌年由香港左派發動及得到中共支持的六七暴動只是相隔一年，部分人認為六六騷亂是六七暴動的前湊或預演，惟兩者並無直接關係，性質也有極大差異。

## 保留天星碼頭事件
至2006年，由於政府規劃拆卸愛丁堡廣場渡輪碼頭以及皇后碼頭，引發連串保育抗爭行動。保育人士重提是次加價暴動，以碼頭見證本土意識抬頭、盛載抗爭歷史為反對拆卸碼頭的原因之一。